# O Véu Pintado
The Painted Veil (em português: O Véu Pintado) é um romance de William Somerset Maugham, que mais tarde foi adaptado ao cinema em O Despertar de Uma Paixão.

## Adaptações
Foi por três vezes adaptado para o cinema: em 1934, num filme protagonizado por Greta Garbo; em 1957, com Bill Travers e Eleanor Parker; e em 2006, num filme realizado por John Curran, com Edward Norton e Naomi Watts.